# Гервасиев, Андрей Никитич
Андрей Никитич Гервасиев (28 октября [10 ноября] 1906, Мартоноша, Херсонская губерния — 15 ноября 1997, Минск) — советский военачальник, генерал-лейтенант (08.08.1955).

## Биография
Родился 28 октября 1906 года в селе Мартоноша. Молдаванин.

### Военная служба

#### Довоенное время
В октябре 1928 года призван в РККА и направлен во 2-й Кавказский стрелковый полк 1-й Кавказской стрелковой дивизии ККА. После окончания полковой школы в сентябре 1929 года был переведен для дальнейшей учебы в Закавказскую пехотную школу имени 26 Бакинских комиссаров в городе Тифлис. В 1930 году вступил в ВКП(б). В марте 1932 года выпущен из нее и назначен в 239-й стрелковый полк 80-й стрелковой дивизии в городе Славянск, где проходил службу командиром взвода и роты. С мая 1934 года по май 1938 года — слушатель Военно-политической академии РККА в Ленинграде. После выпуска назначен военкомом 188-го горнострелкового полка 63-й горнострелковой дивизии. В феврале 1939 года переведен в ЗакВО военкомом 76-й горнострелковой дивизии им. К. Е. Ворошилова.

#### Великая Отечественная война
С началом войны в прежней должности. В августе 1941 года с дивизией участвовал в походе в Иран. В сентябре она была из Ирана передислоцирована в Донбасс в распоряжение командующего войсками ХВО, а оттуда переброшена в район Перекопа. С 25 сентября ее части в составе 38-й армии Юго-Западного фронта вели бои вдоль ж. д. Харьков — Полтава и на восточном берегу реки Северский Донец. 9 декабря 76-я горнострелковая дивизия была переименована в стрелковую. В январе 1942 года она в составе 38-й армии Юго-Западного фронта участвовала в Барвенково-Лозовской наступательной операции, затем находилась в обороне в районе Волчанска и Балаклеи. В мае в составе 21-й армии вела оборонительные бои на реке Северский Донец. В том же месяце полковой комиссар Гервасиев был отстранен от должности, но в ходе разбирательств было установлено, что отстранение было необоснованным. 6 июня 1942 года Гервасиев был назначен врид военкома 242-й стрелковой дивизии, которая в составе 38-й армии занимала оборону юго-восточнее Балаклеи. Противник, имея 5-6-кратное превосходство в силах, прорвал оборону дивизии и вынудил ее отходить на восток. 25 июня ее части вышли на реку Лозовая, 6 июля отошли на новый рубеж по реке Красная, а затем за реку Белая. Взрывая за собой дамбы и переправы, дивизия совершала переходы по 50-70 км в сутки. С этого момента она не имела связи с командованием армии, продолжая выходить к реке Дон по маршруту Скосырская, Тацинская, Константиновская, Николаевка, Раздорная. С 17 на 18 июля ее части переправились через реку Дон и сосредоточились в районе Б. Орловка. Затем, совершив марш в район Красюковки, с 23 июля дивизия вошла в подчинение 9-й армии и воевала на Южном и Северо-Кавказском (с 28 июля) фронтах. В начале августа она переправилась через реку Кубань в районе Мелавино и заняла рубеж от Невинномысской до Армавира, где в течение 7 суток держала оборону. 9 августа, в связи с захватом противником Армавира и Невинномысска, дивизия начала отход в направлении Черкесска и Нальчика. 18 августа она перешла перевал и достигла города Сухуми, а оттуда по ж. д. была направлена в город Махарадзе. С выходом дивизии на переформирование полковой комиссар Гервасиев был зачислен в распоряжение политуправления Закавказского фронта.
В ноябре 1942 года Гервасиев переведен на командную должность и в декабре 1942 года назначен командиром 1179-го стрелкового полка 347-й стрелковой дивизии. В составе 44-й армии Северной группы войск Закавказского фронта, с 24 января 1943 года — Северо-Кавказского, а с 6 февраля — Южного фронтов участвовал в Северо-Кавказской наступательной операции, в освобождении города Ворошиловск (Ставрополь). В июне 1943 года полковник Гервасиев был откомандирован на учебу в Высшую военную академию им. К. Е. Ворошилова, по окончании ее ускоренного курса в июне 1944 года направлен в распоряжение Военного совета 1-го Белорусского фронта и с 14 июля допущен к командованию 76-й стрелковой Ельнинской Краснознаменной дивизией. В составе 47-й армии участвовал в Люблин-Брестской наступательной операции, в освобождении восточных районов Польши. В середине сентября части дивизии прикрывали с севера войска, ведущие бои за предместье Варшавы — крепость Прага. За эти бои дивизия была награждена орденом Суворова 2-й ст. На заключительном этапе войны полковник Гервасиев умело командовал дивизией в ходе Висло-Одерской, Варшавско-Познанской, Восточно-Померанской и Берлинской наступательных операций. Приказом ВГК от 19 февраля 1945 г. за отличия в боях при освобождении Варшавы ей было присвоено наименование «Варшавская».
29 апреля 1945 года, за бои по окружению Берлина, полковник Гервасиев был представлен командиром 125-го стрелкового корпуса генерал-лейтенантом А. М. Андреевым к званию Герой Советского Союза, однако командующий 47-й армии генерал-лейтенант Ф. И. Перхорович понизил статус награды до ордена Ленина.
За время войны комдив Гервасиев был семь раз персонально упомянут в благодарственных в приказах Верховного Главнокомандующего.

#### Послевоенное время
С июня 1945 года Гервасиев командовал 175-й стрелковой дивизией в ГСОВГ, а после ее расформирования в июне 1946 года был переведен в Москву и с августа командовал 1-м гвардейским стрелковым полком 2-й гвардейской стрелковой дивизии.
С декабря 1946 года по февраль 1949 года генерал-майор Гервасиев проходил обучение в Высшей военной академии им. К. Е. Ворошилова, затем был назначен начальником штаба 3-го горнострелкового корпуса 38-й армии ПрикВО.
С сентября 1950 года командовал 128-й гвардейской горнострелковой дивизией.
С августа 1952 года командовал 73-м стрелковым корпусом (с 4 марта 1955 г. — 21-м стрелковым).
С ноября 1956 года — 1-й заместитель командующего 15-й армии ДВО в городе Южно-Сахалинск.
С сентября 1958 по сентябрь 1961 года — первый заместитель командующего войсками 14-й гвардейской общевойсковой армии Одесского военного округа.
25 ноября 1961 года генерал-лейтенант Гервасиев уволен в запас.
По окончании службы и выхода в запас Гервасиев был избран председателем Совета Ветеранов Молдавии. В 1988 году он принял участие торжественном собрании в Москве в честь 70-летия Вооруженных Сил СССР. После 1989 года Гервасиев переехал на постоянное место жительства в Белоруссию, не выдержав радикальных изменений происшедших в Молдове.
Умер в 1997 году. Похоронен на Восточном кладбище Минска.

## Награды
- два ордена Ленина (29.05.1945[7], 03.11.1953[8])
- два ордена Красного Знамени (19.02.1943[9], 20.06.1949[8])
- орден Суворова II степени (06.04.1945)[10]
- орден Отечественной войны I степени (1985)[11]
- орден Красной Звезды (03.11.1944)[8]

медали в том числе:
- - «За оборону Кавказа»
  - «За победу над Германией в Великой Отечественной войне 1941—1945 гг.»
  - «За взятие Берлина»
  - «За освобождение Варшавы»
  - «Ветеран Вооружённых Сил СССР»
- знак «50 лет пребывания в КПСС»

Приказы (благодарности) Верховного Главнокомандующего в которых отмечен А. Н. Гервасиев.
- За овладение крепостью Прага — предместьем Варшавы и важным опорным пунктом обороны немцев на восточном берегу Вислы. 14 сентября 1944 года № 187.
- За овладение городами Дейч-Кроне и Меркиш-Фридлянд — важными узлами коммуникаций и сильными опорными пунктами обороны немцев в Померании. 11 февраля 1945 года. № 274.
- За овладение городами Бервальде, Темпельбург, Фалькенбург, Драмбург, Вангерин, Лабес, Фрайенвальде, Шифельбайн, Регенвальде и Керлин — важными узлами коммуникаций и сильными опорными пунктами обороны немцев в Померании. 4 марта 1945 года. № 288.
- За овладение городом Альтдамм и ликвидацию сильно укрепленного плацдарма немцев на правом берегу реки Одер восточнее Штеттина. 20 марта 1945 года. № 304.
- За полное окружение Берлина и овладение городами Науен, Эльшталь, Рорбек, Марквардт. 25 апреля 1945 года. № 342.
- За овладение городами Ратенов, Шпандау, Потсдам — важными узлами дорог и мощными опорными пунктами обороны немцев в Центральной Германии. 27 апреля 1945 года. № 347.
- За овладение столицей Германии городом Берлин — центром немецкого империализма и очагом немецкой агрессии. 2 мая 1945 года. № 359.

Других государств
- рыцарский крест ордена «Виртути Милитари» (ПНР)
- медаль «За Варшаву 1939—1945» (ПНР)

## Сочинения
- Гервасиев А. Н. Версты мужества. Кишинев: Картя молдовеняскэ, 1976. — 303 с. : ил.; 20 см.